# Jacques de Claeuw
Jacques de Claeuw, född 1623 i Dordrecht, död 7 november 1694 i Leiden, var en nederländsk konstnär.
Claeuw blev 1646 medlem av konstnärsgillet i Haag, där han 1649 gifte sig med en dotter till Jan van Goyen. 1651-1665 var han verksam i Leiden.